# Лошак
Лоша́к (ло[шадь]+[и]шак) — гибрид жеребца и ослицы. Противопоставлен мулу, у которого пол родителей распределён наоборот. За исключением головы с короткими ушами внешне лошак мало чем отличается от осла, разве что голос его звучит несколько иначе. Лошаков разводят в странах Средиземноморья и в Азии. Однако, так как они уступают мулам по работоспособности, выносливости, размерам, качеством шкуры и продолжительностью жизни, встречаются гораздо реже, чем мулы.
Самцы лошака бесплодны всегда, самки — в большинстве случаев (зарегистрировано не более десяти случаев приплода).